# Jakabos Zsuzsanna
Jakabos Zsuzsanna (Pécs, 1989. április 3. –) Európa-bajnok magyar úszó, olimpikon.

## Sportpályafutása

### 2004
2003-ban rövid pályás magyar bajnok volt. A 2004-es Eb-n 400 méter vegyesen negyedik, 200 méter vegyesen hatodik volt. A 2004-es nyári olimpiai játékokon 400 méter vegyes úszásban az előfutamon 15. helyezést ért el, így nem jutott be a döntőbe.

### 2005–2008
2005-ben, a montreali vb-n 8. volt 200 és 400 vegyesen. 200 méter pillangón 12. volt. A trieszti rövid pályás Európa-bajnokságon 400 méteres vegyesúszásban bronzérmet nyert. 200 pillangón kizárták a versenyből. 100 méter vegyesen nem jutott döntőbe.
2006-ban az Európa-bajnokságon 400 vegyesen negyedik, 200 vegyesen 10. volt. A rövid pályás Eb-n 200 pillangón 13., 100 vegyesen 22., 400 vegyesen 9. lett. A 2007-es vb-csapatba nem került be. A rövid pályás Eb-n 50 m háton 39., 400 vegyesen 14. volt. A 2008-as Eb-n 400 vegyesen 4., 200 pillangón 6., 200 vegyesen 20. volt.
A pekingi olimpián a 4 × 200 méteres gyorsúszásban a váltó tagjaként 6. helyezést ért el a magyar csapattal. 400 vegyesen 13. volt A rövid pályás Eb-n 200 pillangón hetedik, 400 vegyesen 9., 100 vegyesen 21., 100 pillangón 41., 50 gyorson 54. lett.

### 2009–2012
A római vb-n 400 vegyesen a 7., 200 pillangón a 14., 200 háton a 17. helyen végzett. Az isztambuli rövid pályás Eb-n a leghosszabb vegyes számban, harmadik, 200 pillangón hetedik, 200 vegyesen 16., 100 pillangón 32. lett.
A budapesti rendezésű 2010-es úszó-Európa-bajnokságon a 400 méteres vegyesúszásban bronzérmet nyert. 200 méteren az előfutamban a hetedik legjobb időt úszta, azonban Hosszú Katinka és Verrasztó Evelyn is jobb időt úszott nála és a szabályok szerint csak két azonos nemzetiségű sportoló juthatott tovább az elődöntőbe. 200 méteres pillangóúszásban ezüstérmes lett, a számot Hosszú Katinka nyerte.
A 2010-es rövid pályás úszó-Európa-bajnokságon 200 pillangón és 400 vegyesen aranyérmes lett, 100 vegyesen az elődöntőig jutott, 100 pillangón negyedik volt. A rövid pályás vb-n 400 vegyesen ötödik, 200 háton nyolcadik, 100 pillangón 22. volt.
A 2011-es világbajnokságon 200 m pillangón egyéni csúccsal hatodik, 400 m vegyesen tizedik, a 4 × 200-as gyorsváltóval ötödik lett. A rövid pályás Európa-bajnokságon 200 m pillangón ötödik, 100 m pillangón 32., 100 m vegyesen második, 400 m vegyesen harmadik volt. Az év végén tagja volt az Európa-válogatottnak.
A 2012-es Európa-bajnokságon 400 m vegyesen, 200 pillangó és a 4 × 200 méteres gyorsváltóval második volt. A 4 × 100 méteres gyorsváltóval a negyedik, 100 m pillangón és a 4 × 100 méteres vegyes váltóval a hatodik helyen végzett. A 200 m vegyes selejtezőjében a harmadik lett, egyben a harmadik magyar versenyző is. A szabályok szerint az elődöntőben csak két azonos országbeli úszó szerepelhetett, így Jakabos kiesett.
Az olimpián 400 méter vegyesen a selejtezőben kilencedik lett és nem jutott a döntőbe. 200 méter pillangón az ötödik helyen került az elődöntőbe, és a döntőbe is, ahol a hetedik helyet szerezte meg. A 4 × 200 m gyorsváltóval a kilencedikek lettek a selejtezőben. A döntőről két századmásodperccel maradtak le. Tagja volt a 4 × 100 méteres vegyes váltónak, amit kizártak a selejtezőben.
2012 őszén, a nyolc állomásos rövid pályás világkupán a nők között összetettben a második helyen végzett.
A 2012-es rövid pályás Európa-bajnokságon 200 méter pillangón és 200 méter vegyesen is harmadik helyen jutott a döntőbe. Vegyesen bronzérmes, pillangón negyedik lett. A második versenynapon 100 méter vegyesen harmadikként végzett a selejtezőben, másodikként az elődöntőben. 100 méter pillangón második lett a selejtezőben, ötödik az elődöntőben, negyedik a döntőben. 400 méter vegyesen harmadik lett a selejtezőben és a döntőben is.
A 2012-es rövid pályás úszó-világbajnokságon 200 m gyorson és 100 m vegyesen hetedik, 200 és 400 m vegyesen és a 4 × 200 méteres gyorsváltóval negyedik lett.

### 2013–2016
A 2013-as világbajnokságon 200 méter vegyesen a selejtezőből 10. helyen jutott a középdöntőbe, ahol nyolcadik helyen végzett és döntős lett. A fináléban hatodik helyezést szerzett. 200 méter pillangón hetedik helyen jutott tovább a selejtezőből, hatodikon a középdöntőből. A döntőben ötödik helyezést szerzett. 400 méter vegyesen harmadik helyen, egyéni csúccsal került a döntőbe. A döntőben a legjobbján tovább javítva hatodik helyen végzett.
2013 őszén követve edzőjét, Győrbe igazolt. Októberben vállműtétet hajtottak végre rajta.
A 2014-es úszó-Európa-bajnokságon 200 m pillangón negyedik helyen végzett. A 4 × 200 méteres gyorsváltóval bronzérmet szerzett. A 2014-es rövid pályás úszó-világbajnokságon 50 m gyorson 16., 400 m vegyesen 9., a 4 × 200 méteres gyorsváltóval negyedik volt.
A 2015-ös úszó-világbajnokságon  50 m gyorson 35., 200 m vegyesen kilencedik, 400 m vegyesen 11. lett. A vegyes vegyes váltóval nyolcadik volt. 2015 novemberében harmadik lett a világkupa összetett értékelésében. A 2015-ös rövid pályás úszó-Európa-bajnokságon 50 m gyorson 10., 200 m pillangón ötödik, 200 m vegyesen a selejtezőben harmadik magyarként nyolcadik helyezést szerzett. 400 m vegyesen kizárták a döntőben.
A 2016-os úszó-Európa-bajnokságon 200 m pillangón negyedik, 200 m vegyesen harmadik magyarként a selejtezőben hatodik, 400 m vegyesen harmadik helyezést ért el. A 4 × 200 méteres gyorsváltóval arany-, a vegyes vegyes váltóval bronzérmes volt.

### 2017–
A 2017-es budapesti világbajnokságon a 4 × 100 méteres mix gyorsváltó tagjaként 6. helyen végzett, 200 méteres és 400 méteres vegyesúszásban pedig egyaránt a 12. helyen zárt.
.
A 2018-as Európa-bajnokságon 400 méteres vegyesúszásban 5. helyen zárt, 200 méteres pillangóúszásban nem jutott be a döntőbe.
A 2019-es világbajnokságon 400 méteres vegyesúszásban hetedik helyen ért célba. A Glasgow-ban rendezett rövid pályás Európa-bajnokságon 400 méteres vegyesúszásban ezüstérmes lett.
A 2021 májusában Budapesten rendezett Európa-bajnokságon a 4 × 200 méteres gyorsváltó tagjaként ezüstérmet szerzett. A tokiói olimpián a 4 × 200-as gyorsváltóval (Kapás Boglárka, Verrasztó Evelyn, Veres Laura, Késely Ajna) a 7. helyen zárt.
2023-ban kilencedik világbajnokságán vett részt, ezzel részvételi rekordot döntött a magyar úszók között, Cseh Lászlót és Hosszú Katinkát megelőzve.
2024 júniusában az úszó Európa-bajnokságok történetének első versenyzője lett, aki a 11. Eb-jén állt rajthoz.

## Magánélete
2017 augusztusában férjhez ment edzőjéhez, Petrov Ivánhoz.

## Magyar bajnokság

### 50 méteres medence
| 50 méter                     | 2003 | 2004 | 2005 | 2006 | 2007 | 2008 | 2009 | 2010 | 2011 | 2012 | 2013 | 2014 | 2015 | 2016 | 2017 | 2019 | 2020 | 2022 | 2023 | 2024 |
| ---------------------------- | ---- | ---- | ---- | ---- | ---- | ---- | ---- | ---- | ---- | ---- | ---- | ---- | ---- | ---- | ---- | ---- | ---- | ---- | ---- | ---- |
| 50 m gyors                   | 6.   | 4.   | 3.   | 4.   | 6.   | 4.   |      |      | 1.   | 1.   |      | 3.   | 1.   |      |      |      |      |      |      |      |
| 100 m gyors                  |      |      |      |      |      |      |      |      |      |      | 2.   | 2.   | 1.   |      | 6.   | 1.   |      | 6.   |      | 5.   |
| 200 m gyors                  |      |      |      |      |      | 3.   | 3.   | 3.   |      |      |      |      |      |      |      |      |      | 7.   |      |      |
| 400 m gyors                  |      |      |      |      |      |      |      |      | 2.   | 2.   | 3.   |      |      |      |      |      |      |      |      |      |
| 50 m mell                    |      |      |      |      |      |      |      |      |      |      | 2.   |      |      |      | 5.   | 7.   |      |      |      |      |
| 100 m mell                   |      |      |      |      |      | 3.   | 2.   |      |      |      |      |      |      |      |      |      |      |      |      |      |
| 200 m mell                   |      |      |      |      |      |      |      | 1.   |      | 1.   |      |      |      |      |      |      |      |      |      |      |
| 100 m hát                    |      |      |      |      |      |      |      | 3.   |      | 1.   | 6.   |      |      |      |      |      |      |      |      |      |
| 200 m hát                    |      |      |      | 3.   |      |      | 2.   |      |      |      |      |      | 1.   |      |      |      |      |      |      |      |
| 50 m pillangó                |      |      | 3.   |      |      |      |      |      |      | 2.   | 5.   |      |      |      |      |      |      |      |      |      |
| 100 m pillangó               | 6.   |      |      |      |      | 5.   |      | 2.   |      | 1.   |      |      | 3.   |      | 3.   | 3.   |      | 3.   | 3.   | 5.   |
| 200 m pillangó               | 4.   |      | 2.   | 3.   |      |      |      | 1.   |      | 1.   |      |      | 1.   | 1.   | 1.   | 4.   | 1.   | 3.   | 3.   | 5.   |
| 200 m vegyes                 |      | 2.   | 1.   | 1.   | 3.   |      |      |      |      |      |      |      | 1.   | 1.   | 2.   | 2.   | 2.   |      |      |      |
| 400 m vegyes                 |      | 2.   | 1.   | 1.   | 1.   | 1.   | 2.   | 3.   | 1.   |      |      |      | 1.   | 1.   | 3.   | 3.   |      |      | 3.   |      |
| 4 × 100 m gyorsváltó         |      |      |      |      |      |      |      |      |      |      |      |      |      | 1.   | 1.   | 1.   | 2.   | 2.   | 1.   | 1.   |
| 4 × 200 m gyorsváltó         |      |      |      |      |      |      |      |      |      |      |      |      |      |      |      | 3.   |      | 5.   | 5.   | 3.   |
| 4 × 100 m vegyes váltó       |      |      |      |      |      |      |      |      |      |      |      |      |      | 2.   | 1.   | 1.   | 2.   | 2.   |      | 1.   |
| 4 × 100 m gyorsváltó (mix)   |      |      |      |      |      |      |      |      |      |      |      |      |      | 1.   | 3.   | 1.   | 1.   | 2.   |      | 1.   |
| 4 × 100 m vegyes váltó (mix) |      |      |      |      |      |      |      |      |      |      |      |      |      | 5.   | 2.   |      | 1.   | 3.   |      |      |

A 2018-as ob-n nem indult.

## Rekordjai

### 50 m gyors, rövid pálya
- 26,31 (2005. november 12., Hódmezővásárhely) – országos csúcs

### 100 m vegyes, rövid pálya
- 1:03,48 (2005. december 9., Trieszt) – országos csúcs
- 1:03,29 (2005. december 9., Trieszt) – országos csúcs

### 400 m vegyes, rövid pálya
- 4:28,46 (2009. december 13., Isztambul) – országos csúcs
- 4:27,86 (2011. december 11., Szczecin) – országos csúcs

## Díjai, elismerései
- az év magyar úszója (2005)
- Nemzeti Sportszövetség Az év utánpótláskorú sportolója második helyezett (2005)
- Magyar Köztársasági Bronz Érdemkereszt (2008)